# Marianne Dicander Alexandersson
Marianne Charlotta Dicander Alexandersson, född 21 juli 1959 i Mölndal, är en svensk företagsledare och civilingenjör.
Dicander Alexandersson avlade civilingenjörsexamen i kemiteknik vid Chalmers och var därefter verksam vid ICI och Volvo. Hon började 1997 på Kronans Droghandel där hon 2003–2006 var VD. Hon var därefter vice VD för Apoteket AB och utsågs hösten 2010 till ny VD för Sjätte AP-fonden, med tillträde våren 2011. Hon är ledamot av styrelserna för Castellum, Mölnlycke Health Care, Svenskt Näringsliv och Chalmers tekniska högskola.
Dicander Alexandersson invaldes 2006 som ledamot av Ingenjörsvetenskapsakademien.